# Une femme pour moi
Une femme pour moi est un téléfilm sombre d'Arnaud Sélignac réalisé en 1993 et diffusé en France sur la chaîne M6, contant les difficultés conjugales de plusieurs personnes dont les histoires sont imbriquées autour d'un meurtre. Le cinéaste a donné à cet opus une ambiance sombre et moite, avec une lumière jaune particulière, et une chaleur omniprésente.

## Synopsis
un homme entre en relation avec une femme qui possède des troubles de son passé.

## Fiche technique
Source : IMDb, sauf mention contraire
- Réalisateur : Arnaud Sélignac
- Scénariste : Eric Assous
- Musique du film : Art Mengo
- Directeur de la photographie : Michel Mandero
- Montage : Marie-France Ghilbert et Frédérique Recoque
- Société(s) de production : France 2, Le Sabre, Société Française de Production (SFP)
- Pays d'origine : France
- Genre : Film dramatique
- Durée : 93 minutes
- Date de diffusion : 14 mars 1993 sur France 2

## Distribution
- Alain Chamfort : Monsieur Guillaume Delamarre
- Amanda Lear : Maître Françoise Delamarre
- Valeria Bruni Tedeschi : Victoria
- Thierry Redler
- Tom Novembre : Daniel
- Yves Afonso : Le commissaire
- Véronique Prune : Dominique
- Gilles Détroit : Bernard
- Fabienne Berthaud
- Jean-Paul Boucheny
- Isabelle Cerveau
- Sandrine Chatrefou
- Patrick Dassac
- Franck Desmaroux
- Patrick Hazan
- Laurent De La Mettrie
- François Morel : le barman
- Serge Ridoux
- Rémy Roubakha
- Annie Savarin